# Medasina fuliginosa
Medasina fuliginosa är en fjärilsart som beskrevs av Inoue och Sato 1986. Medasina fuliginosa ingår i släktet Medasina och familjen mätare. Inga underarter finns listade i Catalogue of Life.